# Аль-Аббас ибн Абд аль-Мутталиб
Аль-Абба́с ибн Абд аль-Мутта́либ (араб. العباس بن عبد المطلب‎; ок. 568, Мекка — 653, Медина) — дядя исламского пророка Мухаммеда, предпоследний из многочисленных сыновей Абд аль-Мутталиба. Его потомки основали династию Аббасидов, которые правили в Аббасидском халифате.

## Биография
Аль-Аббас родился около 568 года в Мекке, он был сыном Абд аль-Мутталиба от Натилы бинт Джанаб. Его полное имя: Абу-ль-Фадль аль-Аббас ибн Абд аль-Мутталиб аль-Кураши аль-Хашими (араб. أبو الفضل العباس بن عبد المطلب القرشي الهاشمي‎). Он был старше пророка Мухаммеда на два или три года. После смерти матери Мухаммеда, Абд аль-Муталлиб взял его к себе на воспитание. Аль-Аббас рос с Мухаммедом в одном доме.
В молодости аль-Аббас занялся торговлей. Был достаточно богатым человеком. Вместе со своими братьями служил в Каабе, раздавая паломникам воду из колодца Замзам. После смерти своего отца аль-Аббас занял наследственную в его семействе должность хранителя священного источника Замзама. После принятия ислама он продолжал исполнять эту функцию. Во время своего Прощального паломничества пророк Мухаммед подошёл к колодцу и попросил воды у аль-Аббаса.
После начала пророческой миссии Мухаммеда, аль-Аббас не принял ислам, но и не выступал против него. Его жена Умм аль-Фадль была одной из первых мусульманок. В битве при Бадре аль-Аббас попал в плен к мусульманам, а после освобождения из плена принял ислам и вернулся в Мекку. На протяжении некоторого времени скрывал свою веру и помогал оставшимся в Мекке мусульманам. Незадолго до завоевания Мекки мусульманами совершил переселение (хиджру) в Медину. После завоевания Мекки находился рядом с пророком Мухаммедом и участвовал в битве при Хунайне. Благодаря его могущественному влиянию значительная часть курайшитов обратилась в ислам.
После смерти Мухаммеда в 632 году он и Али ибн Абу Талиб приняли на себя обязанность омовения его тела. Аль-Аббас активно помогал первым трём Праведным халифам. Тратил большие суммы денег на оснащение мусульманской армии, оплачивал походы против Византии.
Аль-Аббас умер в 652 году в период правления халифа Усмана. Из сыновей аль-Аббаса наиболее известны Фадль, Абдуллах, Кусам и Тамам. Его потомки спустя столетие пришли к власти в Халифате в результате революции и основали династию Аббасидов.